# Хилперих II (Бургундия)
Вижте пояснителната страница за други личности с името Хилперих.
Хилперих II (на латински: Chilperich II, Chilperic II; Chilpericus, Chilperico; 450 † 493 г.) е от 473 г. частичен крал на Бургундия с резиденция във Валанс.
Той е син на крал Гундиох и брат на частичните кралe Годегизел (в Женева), Годомар I (във Виен) и Гундобад (в Лион). Негов прародител е Атанарих, вожда на тервингите.
След смъртта на чичо му Хилперих I († 480 г.) Хилперих управлява като крал Бургундия заедно с братята си Годегизел, Гундобад и Годомар I, понеже по бургундско право всички синове са наследници.
Женен е за Каратена. Баща е на две дъщери. Хилперих пада убит в братската война за владението на Бургундия през 493 г.
Гундобад изпраща дъщерите му в изгнание. Едната му дъщеря Крона (Хрона) отива в манастир. Другата му дъщеря Клотилда бяга в двора на чичо си Годегизел в Женева и по-късно се омъжва за краля на франките Хилдеберт I.